# NGC 4364
NGC 4364 је спирална галаксија у сазвежђу Велики медвед која се налази на NGC листи објеката дубоког неба.
Деклинација објекта је + 58° 21' 41" а ректасцензија 12h 24m 11,3s. Привидна величина (магнитуда) објекта NGC 4364 износи 14,4 а фотографска магнитуда 15,3. NGC 4364 је још познат и под ознакама MCG 10-18-39, CGCG 293-18, PGC 40350.